# Alfred Ajdarevic
Alfred Ajdarevic, född 20 juni 1998 , är en svensk fotbollsspelare (mittfältare) som spelar för Örebro Syrianska i Ettan.

## Klubbkarriär
Ajdarevic spelade sina ungdomsår i Falkenbergs FF. Hans storebror Astrit Ajdarevic spelade flera säsonger i Örebro och var en bidragande faktor till att Alfred Ajdarevic den 5 juli 2016 skrev ett långtidskontrakt med Örebro SK som sträckte sig fram tills 2021. Ajdarevic debuterade i Allsvenskan i november 2016 då Örebro SK mötte IF Elfsborg. Han byttes in i den 76:e minuten och fem minuter senare låg han bakom ett mål som stöttes in av Nordin Gerzic.
I januari 2019 lånades Ajdarevic ut till division 1-klubben IFK Värnamo på ett låneavtal över säsongen 2019. I augusti 2020 lånades Ajdarevic ut till IK Frej på ett låneavtal över resten av säsongen 2020. I juni 2021 kom han överens med Örebro SK om att lämna klubben. I maj 2022 värvades Ajdarevic av Örebro Syrianska IF, där han skrev på ett kontrakt med ett år.
I januari 2024 värvades han av Albanska KF Vllaznia, där han skrev på ett kontrakt till sommaren 2024 + en option på ett ytterligare ett år. I juli 2024 återvände Ajdarevic igen till Örebro Syrianska, där han skrev på ett 1,5 års kontrakt. I november 2024 lämnade Ajdarevic Örebro Syrianska för att flytta hem tillbaka till Falkenberg av familjeskäl.

## Landslagskarriär
Den 18-25 januari 2017 deltog Ajdarevic i det albanska U21-landslagets träningsläger i turkiska Antalya. Detta var hans första landslagsuppdrag. 2019 kallades han till Kosovos U21-landslag, men blev kvar på bänken.